# 3D-printning
3D-printning benytter additiv fremstilling (af engelsk additive manufacturing (AM)) - og er en teknologi, der muliggør konstruktionen af et tredimensionelt objekt fra en CAD-model eller en digital 3D-model. Udtrykket "3D-printning" kan hentyde til et utal af processer hvori materiale bliver aflejret, sammensat eller størknet under kontrol af en computer, for at skabe et tredimensionelt objekt, med materiale, der bliver lagt sammen (så som forskellige typer plastik, væsker eller pulverkorn, der bliver smeltet sammen), almindeligvis lag for lag.
I 1980'erne ansås 3D-printningsteknologien kun for at være egnet til produktionen af funktionelle eller æstetiske prototyper af varer, og et mere passende udtryk for teknologien i samtiden var rapid prototyping, på dansk hurtig prototypefremstilling. Pr.  2019 er præcisionen, repeterbarheden og udvalget af materialetyper til 3D-printning blevet forbedret til en sådan grad, at 3D-printningsprocesser anses for levedygtige som en industriel produktionsteknologi, hvorved udtrykket additiv fremstilling eller additive manufacturing) kan bruges synonymt med 3D-printing. En af de vigtigste fordele ved 3D-printning er evnen til at producere meget komplekse former eller geometrier, som ellers ville være umulige at konstruere i hånden, herunder hule dele eller dele med indbyggede bindignsværksstrukturer for at reducere vægten.
Modellering af sammensmeltet aflejring (MaSA) eller fused deposition modeling (FDM), som bruger et kontinuerligt filament af et termoplastisk materiale, er den mest almindeligt anvendte 3D-printningsproces i brug pr.  2020.

## Termonologi
Additive manufacturing er modstykke til processen subtractive manufacturing, på dansk subtraktiv fremstilling, hvor et fræsehoved fjerner materiale fra en blok af et materiale. En ISO/ASTM-standard navngiver 7 forskellige 3D-printningskategorier, der er meget forskellige i pris og kompleksitet. De billeder du ser her på siden er den teknologi der kaldes material extrusion, på dansk materialeekstrudering, og de 2 mest udbredte teknikker indenfor denne kategori er "fused filament fabrication" (FFF), på dansk fabrikering af sammensmeltet filament, som er en open source-teknik inspireret af fused deposit modelling (FDM), på dansk modellering af sammensmeltet aflejring, som reelt set er et Stratasys-varemærke. Blandt hobbyister forveksles FFF ofte med FDM.

### ISO/ASTM-standarden for additive manufacturing
ISO/ASTM-standarden for additive manufacturing er meget omfattende, hvilket burde gøres tydeligt af denne oversigt over standard-strukturen: https://www.astm.org/COMMIT/F42_AMStandardsStructureAndPrimer.pdf Arkiveret 12. april 2019 hos  Wayback Machine. Standarder er vigtige fordi de er med til at definere hvad der tales om. Hvis alle producenter af udstyr til 3D-printning får lov til at opfinde deres egne ord, vil en køber ikke kunne sammenligne produkterne fra forskellige producenter.
Standarden definerer syv kategorier af 3D-printere:
- "Material jetting" - Her sprøjtes materialet i tynde lag

- "Powder bed fusion" - Her bliver et tyndt lag pulver opvarmet med en laser så det smelter sammen
- "Binder jetting" - Her bliver et tyndt lag pulver sprøjtet med et bindemiddel
- "Directed energy deposition" - Denne teknik ligner svejsning, men med en laser/energistråle
- "Material extrusion" - Her mases et materiale gennem en tud (tænk tandpasta)
- "Sheet lamination" - Her printes, skæres og limes en masse sider sammen
- "Vat photopolymerization" - Her stivner en væske, hvor en laserstråle rammer

Under hver kategori er der så flere teknologier.
Den mest kendte kategori er "material extrusion" fordi det er indenfor denne kategori man finder FFF print teknologien som er så simpel at folkeskoleelever selv kan bygge en 3D-printer. Det engelske universitet i Bath gjorde FFF 3D-printere til folkeeje, da de startede med at bygge de første FFF 3D-printere som et open source-projekt. Det var først med open source, at 3D-printningsrevolutionen for hobbyister for alvor slog igennem, blandt andet gennem RepRap-projektet.
Da Stratasys patent på FDM teknologien udløb i 2009 exploderede salget af FFF printere. https://techcrunch.com/2016/05/15/how-expiring-patents-are-ushering-in-the-next-generation-of-3d-printing/ Arkiveret 24. oktober 2020 hos  Wayback Machine og efterhånden som de andre patenter indenfor andre 3D-printningskategorier udløber, vil vi se at disse også kommer i langt billigere udgaver og muligvis også som open source.
Patentet for Stereolitografi SLA udløb i 2013 og siden da er stereolitografi ved at blive populært hos hobbyister. Stereolitografi ligger i kategorien "vat photopolymerization".
"Sheet lamination" var en ret lovende teknologi som muliggjorde print i tusindvis af mættede farver. Den irske producent Mcor ser desværre ud til at være gået nedenom og hjem, og jeg har ikke kunnet finde andre producenter.
"Powder bed fusion" og "directed energy deposition" kræver en stærk laser og de kommer desværre nok aldrig ud mellem hænderne på private, fordi stærke lasere er meget dyre.
"Material jetting" og "Binder Jetting" minder lidt om inkjet-printere, og da inkjet er en ret kompleks teknologi, er der desværre heller ikke den store sandsynlighed for at vi kommer til at se dem som open source.

### Materialer der kan printes med
Det 3D-printningsmateriale der er mest udbredt er termoplast, men der er en meget lang række af andre materialer, som der også kan anvendes ved 3D-printning:
Printere indenfor kategorien "Material Extrusion" kan printe med termoplast som PLA, PETG, ABS, Nylon, Polykarbonat mfl., levende celler, mad, kager, cement, ler, medicin m.m.. Det er også ret udbredt at benytte termoplast blandet med kulfiber, tang, glasfiber, træfiber, græssorter, metalpulver, og i det hele taget restprodukter efter forskellige former for produktion, for eksempel humle fra ølproduktion, sukkerrør, kaffe, hamp, soya m.m..
"Powder Bed Fusion" og "Directed Energy Deposition" printer i metaller som stål, rustfrit stål, aluminium, kobber, guld, platin, sølv, palladium, tungsten og niobium.
"Sheet Lamination"-3D-printere printer i papir og metalfolier.
Den væske som "Vat Photopolymerization" printere printer i er flydende fotopolymer resin, som er giftigt at arbejde med, tyktflydende og ret dyrt. Det ting der bliver printet har en flot finish i forhold til andre 3D-printningsteknologier, men det færdigprintede objekt skal til gengæld efterhærdes i solskin, men alligevel er de ret porøse, og som sådan ikke egnet som mekaniske dele.

### Opløsning eller Voxels
Når vi taler om print i 2D og om skærmbilleder er det relevant at tale om opløsning, men når der tales om 3D-print giver det ikke så meget mening:
Ved 2D print er succeskriterierne at opløsningen er så høj, så man ikke kan se billedpunkterne (pixels) og det er mindre vigtigt at styre mikrometer præcist hvor stort et billede er på papiret. Med 3D-print forholder det sig omvendt: Opløsningen er næsten ligegyldig, når bare man har 100% kontrol over størrelsen på det printede objekt.
Det meste print i 2D er bitmap eller pixelgrafik mens det meste 3D-print er vektorbaseret. Se en wikipedia forklaring her: Vektorgrafik
Der er dog nogle producenter af 3D-printere, der taler om opløsning, men her skelnes der mellem lagtykkelse (z-aksen) og X-Y-opløsning i Dot Per Inch (dpi). Lagtykkelser ligger mellem 300 mikrometre (0,3 mm) og 0,05 mm. X-Y opløsningen er sammenlignelig med laserprinteres. Partiklerne (3D-punkterne) er omkring 50 til 100 mikrometre (0,05-0,1 mm) i diameter.
Det er de færreste 3D-printere som angiver X-Y opløsning i dpi, idet dette kun gælder for de 3D-Printere der anvender en teknologi sammenlignelig med 2D printere. FDM printere som eks. Stratasys's Dimension, arbejder vektorbaseret, hvor dpi angivelsen ikke er relevant.
Hvis du laver en googlesøgning på "3D-print" kombineret med "opløsning", vil du sikkert støde på udtrykket "En Voxel" som er en tredimensionel pixel. Problemet med at bruge dette udtryk, er at det ikke tager højde for at der er forskel på dimensionerne i z aksen og x-y akserne. - Det ville være et smukt begreb i en perfekt verden, hvor en 3D-printer blot var en laserprinter som printede i 3d, men så enkelt er det desværre ikke.

## Historie
Der er gennem tiden gjort flere forsøg på at skrive 3D-printerens historie, men historien er som regel enten skrevet af industrien eller af hobbyister, og æren for udviklingen tilskrives enten industrien eller hobbyisterne, og der er ingen tvivl om at æren bør fordeles ligelig: Ideerne startede i industrien, men blev og bliver videreudviklet når patenterne udløber og teknologien bliver open source.

### 1980'erne
Mange tror, at 3D-printning er en relativ ny teknologi, men 3D-printeren blev faktisk opfundet allerede i starten af 1980'erne. Det var således Hideo Kodama fra Nagoyas industrielle forskningsinstitut i Japan der i 1981 var den første til at udvikle en additiv produktionsenhed af "vat photopolymerization" kategorien .
Den første kommercialisering af 3D-printere stod virksomheden Stratasys for, da de i 1988 gjorde brug af rettighederne til deres ejer S. Scott Crumps FDM 3D-printer-teknologi. Stratasys's 3D-printer kom først på markedet i 1992 og havde en begrænset succes grundet dens høje pris og teknologiske begrænsning.

### 2000'erne
Nye versioner af Stratasys's FDM 3D-printere havde større markedssucces og i 2003 var de således den mest solgte rapid-prototyping-teknologi.
I 2003 udløb også patentet på SLA - Stereolitografi.
RepRap-projektet blev startet af Adrian Bowyer på Bath Universitet, hvor han og hans studiekammerat skrev opgave om en selvreplikerende maskine, som senere blev kaldt RepRap (Rapid Replikation). Den er frigivet under GNU-licensen.
I 2009 Udløb patentet på Stratasys FDM-teknologi. ASTMs standardiseringsprojekt for Additive Manufacturing F42 blev også påbegyndt, og MakerBot Industries åbnede, og lancerede den første kommercielle open source-3D-printer, MakerBot Arkiveret 11. november 2020 hos  Wayback Machine

### 2010'erne
I 2014 blev Danmarks første professionelle forretning for 3D-printning, 3D Printhuset, åbnet i København.
I 2017 blev Danmarks første hus printet i København. 

## Anvendelser
3D-printning er stadig i voldsom vækst og anvendelsen af teknologien ligeledes. I starten var den primære anvendelse design, visualisering, skuemodeller og prototyper. Men efterhånden kommer der flere eksempler på 3D print i masseproduktion, eller til produktion af reservedele. Det kan tage flere uger fra bestilling til en reservedel til en militær tank kommer frem, og prisen på den slags er ofte astronomiske, så derfor er der historier om at det amerikanske militær har 3D-printere af typerne "Powder Bed Fusion" og "Directed Energy Deposition" stående, til at lave reservedele, hvis de skal improvisere og ikke har tid til at vente på nye fra en fabrik.
Fornylig er brugen af 3D-printning teknologi forslået til kunstneriske udtryk, kunstneren Bathsheba Grossman anvender forskellige 3D-printede prototyper i mange af sine værker.
Der bliver i øjeblikket forsket i 3D-printning teknologi på bioteknologifirmaer og på universiteterne og anvendelse af 3D-printning til udprintning af organer og kropsdele er langt fremme. Når en 3D printer af "Material Extrusion" typen printer et øre, lægges der lag på lag af levende celler på en gelémedium som bygges langsomt op til af forme øret eller andre 3D-strukturer.

Printere i kategorierne "Powder Bed Fusion" og "Directed Energy Deposition" bliver brugt af industrier som bilindustrien, skibsværfter, i militæret, i fly produktion og til produktion af rumfartsudstyr.
Printere i kategorien "Vat Photopolymerization" bliver brugt af tandlæger og af guldsmede.

### Selvreplikation
3D-printere som kan kopiere sig selv er et teoretisk mål som i øjeblikket forsøges nået. En sådan printer under udvikling kaldes RepRap, men en aflægger af RepRap projektet; Mulbot er kommet længst med at replikere sig selv. Du kan hente "tegningerne" til Mulbot her: https://www.thingiverse.com/thing:3432384 Arkiveret 12. november 2020 hos  Wayback Machine

### Byggeri
I husbyggeri er man begyndt at anvende store cement-3D-printere. 3D-printerne samles på byggepladsen, og kan derefter printe væggene i et hus. Formålet er til dels at kunne bygge huse mere effektivt og billigere, men også at kunne mindske affaldsmængden. Firmaet Might Buildings påstår, at de med 3D-print kan bygge dobbelt så hurtigt, med 95 % mindre arbejdstid og 10 gange mindre spild end ved konventionelt byggeri.
I Amsterdam har man brugt 3D-print til at producere en bro i ét stykke.

### Luftfart
Med 3D-print kan man ofte producere dele med langt mindre materialeforbrug, end man kan ved traditionelle produktionsmetoder, som gør det velegnet til luftfartsindustrien, hvor selv en lille vægtreduktion kan give store brændstofbesparelser. Det er estimeret, at man med 3d-print kan gøre kommercielle fly omkring 7 % lettere.

## Bæredygtighed
De fleste typer 3D-print bruger relativt meget energi ifht. traditionelle produktionsmetoder, fordi de fungerer ved f.eks. at smelte filament eller med ved at sammensætte pulvermateriale med kraftig laser. Til gengæld kan man med 3D-print ofte producere dele, som bruger langt mindre materiale end tilsvarende dele produceret traditionelt, som i mange tilfælde vil opveje det højere energiforbrug pr. masse.
Dertil kommer en række fordele, som 3D-print har på grund af sin store fleksibilitet. For eksempel kræver det ikke noget værktøj at producere en komponent med 3D-print, som det f.eks. gør med sprøjtestøbning, som giver 3D-print en stor bæredygtighedsmæssig fordel ved mindre produktioner. Reservedele som måske ikke tidligere har kunnet svare sig at sætte i produktion, vil med 3D-print kræve en langt mindre investering, som kan forlænge levetiden af andre produkter.
Fordi 3D-printere kan producere mange forskellige ting, kan en enkelt 3D-printer erstatte flere maskiner i en produktion og gøre fabrikker mindre. Desuden gør det det lettere at placere 3D-printere flere steder, så transportbehov mindskes. I kombination med, at man nemmere kan justere en produktion efter behov, gør 3D-print også behovet for varelagre mindre.
Fordi det er let og billigt at producere enkelte dele, kan man med 3D-print også nemmere skræddersy komponenter til deres præcise anvendelse. Derved kan man få bedre komponenter og produkter, som yderligere bidrager til 3D-prints bæredygtighed.
3D-print genererer dog relativt meget affald, som er svært genanvendeligt. Både supportmateriale, fejlprint samt ubrugt filament, pulver eller resin er affaldskilder. Ved 3D-print som bruger pulver som materiale (f.eks. SLS), bliver alt det ikke-sintrede materiale umiddelbart til affald, men det er nu lykkedes et firma at opnå 100 % genanvendelse af dette.